# Pacte del Majestic
Es coneix com a Pacte del Majestic l'acord que el 1996 va tenir lloc a l'Hotel Majestic entre Convergència i Unió i el Partit Popular segons el qual el partit de Jordi Pujol donava suport a la investidura de José María Aznar com a president del govern d'Espanya a canvi de millores en l'autonomia catalana, la supressió del servei militar i del suport del PP a CiU a Catalunya.
El pacte era el resultat de dos mesos de negociacions on va tenir un paper clau el sopar del 28 d'abril a l'Hotel Majestic del Passeig de Gràcia de Barcelona. Com a resultat d'aquest pacte Convergència i Unió prenia el compromís de donar suport a la investidura d'Aznar com a president i s'acordava el desenvolupament del finançament autonòmic, ja iniciat en l'etapa socialista, a més del traspàs de noves competències a Catalunya en matèria de policia de trànsit i la supressió del servei militar a l'estat.
Segons explica a les seves memòries Jordi Pujol, prèviament al pacte es va reunir amb Felipe Gonzalez en secret a un xalet del CESID, González va aconsellar als convergents de donar suport al PP per "sentit de responsabilitat" i junts van descartar una aliança multipartita per impedir el govern del PP.
El dissabte 4 de maig de 1996, el candidat del Partit Popular José María Aznar va ser investit President del Govern per majoria absoluta en la primera votació gràcies al suport de Convergència i Unió, el Partit Nacionalista Basc i Coalició Canària.
| Votació d'investidura de José María Aznar (PP) Majoria absoluta: 176/350 |                                               |      |
| Vot                                                                      | Partits                                       | Vots |
| Si                                                                       | PP (156), CiU (16), PNB (5), CC (4)           | 181  |
| No                                                                       | PSOE (141), IU (21), BNG (2), ERC (1), EA (1) | 166  |
| Abstencions                                                              | UV (1)                                        | 1    |
| Van faltar a la votació els 2 diputats d'HB.                             |                                               |      |

A part de pactar la investidura i les millores sobre política autonòmica, el pacte tenia com a contrapartida el suport en les següents eleccions catalanes de 1999 on, efectivament, CiU no va obtenir majoria absoluta i va rebre el suport del PP de Catalunya
El pacte del Majestic va tenir conseqüències dràstiques per a la línia política del Partit Popular de Catalunya (PPC) i el seu líder, Aleix Vidal-Quadras, qui va ser apartat de la presidència del PPC, presentant la seva dimissió com a president d'aquest el mateix any 1996 i sent substituït per Alberto Fernández Díaz.
Posteriorment l'expressió "pacte del Majestic" s'ha utilitzat tant en l'àmbit polític com dels mitjans de comunicació per referir-se a la possibilitat de pactes entre el PP i CiU.